# Georg von Schnitzler

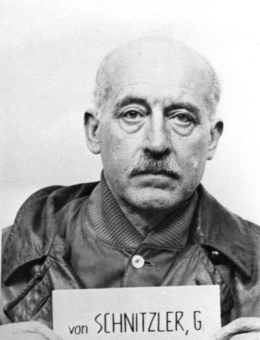
Georg von Schnitzler während der Nürnberger Prozesse

Georg August Eduard Schnitzler, seit 1913 von Schnitzler (* 29. Oktober 1884 in Köln; † 24. Mai 1962 in Basel) war Vorstandsmitglied der I.G. Farben und ein verurteilter Kriegsverbrecher.

## Leben

### Familie
Schnitzler stammte aus der angesehenen Kölner Bankiersfamilie Schnitzler. Sein Vater war Paul von Schnitzler, seine Mutter Fanny Emilie, geborene Joest (1861–1941). Sein Onkel Richard von Schnitzler war Teilhaber des Kölner Bankhauses J. H. Stein und Aufsichtsratsmitglied bei den Farbwerken Meister Lucius und Brüning in Höchst am Main. Die Brüder waren 1913 in den preußischen Adelsstand erhoben worden.
Er war ab 1910 verheiratet mit Lilly von Mallinckrodt, die sich als Kunstförderin hervortat, insbesondere für den Maler Max Beckmann. Ein Cousin war Karl-Eduard von Schnitzler.

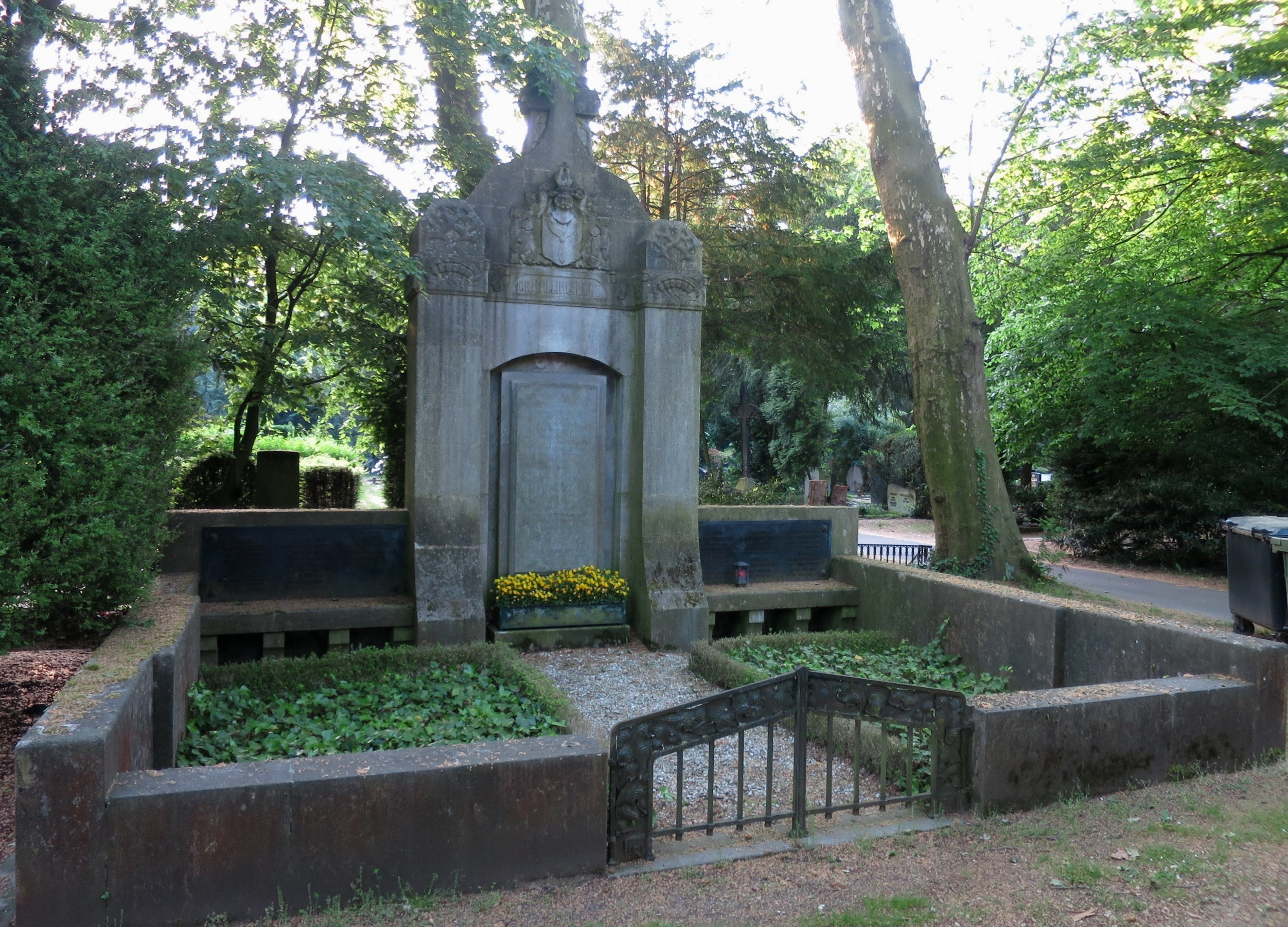
Familiengrab von Mallinckrodt (Friedhof Melaten)

Schnitzler, der 1950 zum katholischen Glauben konvertierte,  wurde im Familiengrab seiner Frau Lilly auf dem Kölner Friedhof Melaten (HWG Nr. 105/106) beigesetzt.

### Ausbildung und Beruf
Nach dem Schulbesuch in Köln studierte Schnitzler Rechtswissenschaft in Bonn, Leipzig und Berlin; 1903 schloss er sich dem Corps Palatia Bonn an. 1906 war er Rechtsreferendar, 1907 erfolgte seine Promotion. Danach absolvierte er eine praktische Ausbildung beim Bankhaus J. H. Stein und trat 1912 wie sein Vater in die Farbwerke Hoechst, ein.
Von 1914 bis 1918 wurde er im Ersten Weltkrieg als Frontsoldat eingesetzt, wonach er 1919 Prokurist bei den Farbwerken Hoechst wurde. 1920 zum stellvertretenden Vorstandsmitglied ernannt, wurde er bald darauf Leiter des Farbenverkaufs, bis er 1924 zum ordentlichen Vorstandsmitglied gewählt wurde. In diesem Posten war er 1925 bei der Ausarbeitung der Fusionsverträge zum I.G.-Farben-Konzern tätig, dessen Vorstandsmitglied er zwischen 1926 und 1945 war. 1929 wurde Schnitzler zum Reichskommissar für die Weltausstellung in Barcelona ernannt. Schnitzler war zusätzlich Mitglied in verschiedenen Aufsichtsräten und Vizepräsident des Schiedsgerichtshofes der Internationalen Handelskammer. Schnitzler war nach dem Krieg Präsident der Deutsch-Ibero-Amerikanischen Gesellschaft.

### Nationalsozialismus und Kriegsverbrecher
Er nahm  an dem Treffen Hitlers mit Industriellen am 20. Februar 1933 teil. Der Reichsminister für Volksaufklärung und Propaganda Joseph Goebbels berief von Schnitzler im Oktober 1933 in den Verwaltungsrat des Werberats der deutschen Wirtschaft. 1934 trat er der SA bei und erreichte im Laufe der Zeit den Rang eines SA-Hauptsturmführers. Auch war er Mitglied der Deutschen Arbeitsfront. 1937 trat er in die NSDAP ein. 1937 erfolgte seine Versetzung als Betriebsführer des I.G.-Farben-Verwaltungsgebäudes in Frankfurt am Main; 1942 war er Wehrwirtschaftsführer und 1943 Vorsitzender des Chemikalienausschusses.
Zu Schnitzlers Verbrechen im Zweiten Weltkrieg zählt das Ausbeuten von französischen und polnischen Chemiebetrieben, um die Vormachtstellung der I.G. Farben in Europa zu sichern. Darum wurde er im Nürnberger I.G.-Farben-Prozess am 30. Juli 1948 zu einer Freiheitsstrafe von fünf Jahren verurteilt, aus der er 1949 unter Anrechnung seiner Untersuchungshaft vorzeitig aus dem Kriegsverbrechergefängnis Landsberg entlassen wurde.